# イスラム法学
イスラム法学（イスラムほうがく・フィクフ（فقه、fiqh））とは、イスラム法（シャリーア）に対する法解釈学のことである。

## 概要
アラビア語におけるフィクフという語は本来「理解」という意味であるが、7世紀以後のイスラーム世界においては、アッラーが預言者ムハンマドを通して啓示したシャリーア（ムスリムが遵守すべき法）を理解することおよび、理解したシャリーアをイスラームの宗教儀礼と社会生活において実践的なものにするために必要な知的努力（イジュティハード）を指す。
イスラム法学は大きく分けると2つの分野に分けられる。1つは啓示から具体的な法規定を導き出すための方法論を研究する「ウスール・アルフィクフ（法学の根）」と称される法理論である。もう1つは導き出された法理論に基づいて定められた規定を研究する「フルーウ・アルフィクフ（法学の分枝）」と称される実定法（論）である。イスラム法における実定法の分野は礼拝など宗教儀礼に関する規定に関する法「イバーダート」と家族法・債権法・刑事法などの人間社会に関する規定に関する法「ムアーマラート」に分類することが可能である。こうした知的努力はファキーフと呼ばれるイスラム法学者によって行われている。
法理論において、シャリーアの法源として認められたものに4つあり、最も上位とされるのがコーランであり、続いて預言者ムハンマドの言行であるスンナ、イスラム共同体における全ての法学者の合意であるイジュマー、最後に類推を含めた一定の推論であるキャースが続く。特にコーランやスンナは普遍的なものと考えられ、それらによって規定されていない部分に関してのみイジュマー以下のイジュティハードの産物による解釈が認められている。
イスラム法はムハンマドの死後に行われたムスリムによる征服活動の結果、イスラムの教義に反しないものは従来の法が取り入れられ、イスラムに反する規定や規定そのものが存在しないものについては、イスラムに合わせる形で制定・改廃されていったと考えられている。こうした作業は10世紀にはほぼ形が整えられ、スンナ派の世界ではハナフィー学派・マーリク学派・シャーフィイー学派・ハンバル学派の4つの法学派（マズハブ）が形成され、他の学派は異端とされるようになった（勿論、シーア派など他の宗派ではその宗派独特の法学が発生した）。もっとも、実際の歴史においては時の政治権力や地域の慣習法の影響を完全に排除することは出来なかった。